# House of Evil
House of Evil (conocida com El baile de la muerte a Espanya i Serenata macabra a Hispanoamèrica) és una pel·lícula de terror mexicana de 1968 dirigida per Juan Ibáñez basada en narracions d'Edgar Allan Poe. És protagonitzada per Boris Karloff i Julissa

## Argument
Mansió Morhenge, 1900: el moribund Matthias Morteval convida als seus familiars disfuncionals a la seva casa per a la lectura del seu testament. No obstant això, ell mor i aviat els seus parents estan sent asesinandos d'un en un per joguines vivents.

## Repartiment
- Boris Karloff com Matthias Morteval.
- Julissa com Lucy Durant.
- Andrés García com Charles Beasler.
- José Ángel Espinosa com Ivor Morteval (com Ángel Espinoza).
- Quintín Bulnes com a Dr. Emerick Horvath.
- Beatriz Baz com Cordelia Rash.
- Manuel Alvarado com Morgenstern Morteval.
- Carmen Vélez
- Arturo Fernández com Professor Frank.
- Felipe de Flores
- Fernando Saucedo
- Víctor Jordan

## Producció
La pel·lícula és una de les quatre pel·lícules de terror mexicanes de baix pressupost que Karloff va fer en un paquet amb el productor mexicà Luis Enrique Vergara. Les altres són La muerte viviente, Invasión siniestra i La cámara del terror. Les escenes de Karloff per a les quatre pel·lícules van ser dirigides per Jack Hill a Los Angeles en la primavera de 1968. Les pel·lícules es van completar a Mèxic.